# Matéria e Memória
Matéria e Memória (Matière et Mémoire) é uma obra de Henri Bergson que trata da questão da memória e em especial do problema das relações entre o corpo e o espírito.
Ou como referido por um estudioso "O esforço executado em Matéria e Memória será o de buscar a relação entre espírito e matéria através do estudo de um exemplo preciso, o da memória"
A obra foi publicada pela primeira vez em 1896.

## Apresentação geral
A obra constitui uma análise do problema clássico da união da alma e do corpo. O subtítulo é “Ensaio sobre a relação do corpo ao espírito”. Neste quadro, a análise da memória é um meio para resolver este problema da alma e o corpo.
Este livro foi escrito em reacção ao livro Maladies de la mémoire (Doenças da memória) de Théodule Ribot publicado em 1881. Este último sustentava que a ciência do cérebro prova que a lembrança está alojada numa parte do sistema nervoso. A lembrança está localizada no cérebro, seria por conseguinte material.
Bergson opõe-se a esta redução do espírito à matéria. Considera que a memória é profundamente espiritual. O cérebro limita-se a orientar a memória para a acção presente. O cérebro insere lembranças no presente com o propósito da acção. O cérebro tem uma função prática. O corpo é o centro da acção.
As lesões do cérebro não danificam a lembrança, nem a memória. Estas lesões perturbam a função prática do cérebro. As lembranças não podem ser encarnadas. Existem sempre mas são impotentes. Com efeito, se o cérebro não cumpre a sua função, não se pode por conseguinte utilizar estas lembranças.

### Diferentes formas de memória
Além disso, distingue duas formas de memória:
- A memória hábito (La mémoire habitude): ela replica o passado, repete-o. Não é reconhecida como passado. Utiliza o acervo da acção passada para a acção presente. É automática. Está inscrita no corpo, é útil.
Bergson toma o exemplo da lição aprendida de cor: se eu aprendo uma lição em verso, recito-a sem refletir de maneira mecânica. Esta lição tem uma certa duração quando a recito. Esta duração é regular. Pode-se aproximar esta memória de um “saber-fazer" ou, como o seu nome indica, do hábito. “É o hábito iluminado pela memória mais do que a memória mesma”. Matière et mémoire.
A memória pura ou memória lembrança: regista o passado sob a forma “lembrança-imagem”. Representa o passado. O passado é reconhecido como passado. É de ordem contemplativa e teórica, é gratuita. É profundamente espiritual. É a verdadeira memória.
Bergson toma o exemplo da lembrança da aprendizagem da lição aprendida de cor. É um facto datado que não posso recrear.
A memória pura ou memória lembrança permite saber que a lição foi aprendida no passado e que não é “inata”.
Gilles Deleuze, citado por estudo sobre a filosofia de Bergson, sintetiza assim a questao
«Em resumo a representação em geral se divide em duas direcções que diferem por natureza em duas puras presenças que não se deixam representar - a da percepção, que nos coloca subitamente na matéria e a da memória que nos coloca subitamente no espírito.» 

### Consequências metafísicas
Na sua filosofia, Bergson acusa a metafísica de colocar mal os problemas. Além disso, esta é culpada de fazer passar os problemas subsidiários ou secundários à frente dos problemas principais. Bergson não cria nos problemas que ela coloca. Mas cria na maneira em que ela os colocava. Assim, cada um dos seus quatro principais livros responde a um problema preciso.
O problema de Descartes na sua definição da alma e do corpo:
são duas substâncias que têm atributos diferentes. O seu erro é defini-las como substâncias ou “res”. Não as distingue o suficiente.
Bergson distingue realmente a alma e o corpo. Ao contrário da filosofia clássica de Descartes, esta distinção não se baseia na espacialidade mas na temporalidade.
A alma é o lugar do passado, e o corpo é o lugar do presente.
A alma ou o espírito está sempre ancorada(o) no passado. Ela não está no presente. Ela contempla o presente estando alojada no passado. Ter consciência de qualquer coisa, é vê-la a partir do passado, portanto à luz do passado. Quando nos limitamos a reagir a um estímulo externo, não temos consciência do que estamos a fazer. Estamos no lugar do corpo, ou seja, no presente. Qualquer tomada de consciência envolve um tempo de paragem entre um estímulo e a resposta. Neste entretanto, tomamos consciência (sabendo que o espírito está enraizado no passado). Tomamos consciência estando no passado e à luz do passado, tendo em vista uma reacção apropriada no futuro próximo. A articulação do tempo: passado, presente e futuro, faz-se pela união da alma e do corpo.
Quanto mais o espírito está embrenhado no passado, mais tomamos consciência. Quanto mais estamos em automatismo, mais estamos no presente, no tempo do corpo. Estamos sempre ou num ou no outro. Mas podemos estar mais num do que no outro. Uma verdadeira atenção necessita de agir com todo o seu corpo e toda a sua alma.
De acordo com Bergson, a "pessoa impulsiva" suspende a sua consciência e está em automatismo. Ela não reflecte. Assim, o problema de saber se a causalidade é livre ou é determinada está apontado. Será tratado pelo Autor na obra A evolução criadora.

## Edições em português
Matéria e Memória - Ensaio sobre a relação do corpo com o espírito (3ª Edição), Henri Bergson, Editor: Martins Fontes, ano: 2006, Páginas: 292, ISBN 9788533610217, Idioma:  Português do Brasil